# Nabis subrufus
Nabis subrufus är en insektsart som beskrevs av White 1877. Nabis subrufus ingår i släktet Nabis och familjen fältrovskinnbaggar. Inga underarter finns listade i Catalogue of Life.